# Kamelia olejodajna
Kamelia olejodajna (Camellia oleifera) – gatunek drzewa z rodziny herbatowatych pochodzący z Chin i niektórych rejonów Indochin (Wietnam, Laos, Birma). Według botaników jest bardzo blisko spokrewniony z kamelią sazanka (Camellia sasanqua), obydwa te gatunki mają wspólnego przodka.

## Morfologia
Wiecznie zielone drzewo dorastające do 7 metrów wysokości o liściach jajowatych lub podługowatoeliptycznych, skórzastych, z ząbkowanymi brzegami. Kwiat duży o przyjemnym zapachu w kolorze białym, do 6 cm średnicy. Owocem jest torebka z nasionami. 

## Zastosowanie
- Jest szeroko uprawiana w południowych Chinach oraz w niektórych rejonach Indonezji dla jadalnego oleju otrzymywanego z jej nasion[5].
- Roślina ozdobna, uprawiana w krajach o cieplejszym klimacie jako roślina ogrodowa (strefy mrozoodporności 7–10)[5].